# Drapeau d'Edmonton

Drapeau de la ville d'Edmonton.

Le drapeau d'Edmonton est l'emblème vexillologique de la ville canadienne d'Edmonton, en Alberta.

## Description
Le drapeau est formé de trois bandes verticales, deux de couleur bleu ciel encadrant une de couleur blanche dont la largeur représente la moitié de celle du drapeau. Cette disposition, appelée « pal canadien » (Canadian pale), reprend celle du drapeau du Canada. Le centre du drapeau, sur la bande blanche, contient les armoiries de la ville.

## Symbolisme
Les couleurs du drapeau, blanc et bleu, symbolisent respectivement la paix et l'eau en référence à la Saskatchewan Nord.

## Historique

Drapeau de la ville entre 1966 et 1986.

Une première version du drapeau a été adoptée en 1966 par le conseil de la ville avec une teinte bleue différente et les anciennes armoiries. La version actuelle date de 1986.

## Sources
- (en) Cet article est partiellement ou en totalité issu de l’article de Wikipédia en anglais intitulé « Flag of Edmonton » (voir la liste des auteurs).
- (en) Symboles d'Edmonton, site officiel de la ville